# Беренс, Густав
Густав Беренс (нем. Gustav Behrens, 18 октября 1884—20 августа 1955) — немецкий историк и археолог, сотрудник Аненербе.

## Биография
Посещал гуманитарную гимназию. Изучал классическую филологию и археологию в Марбурге, Гёттингене, Бонне и Берлине. В 1909 г. защитил кандидатскую диссертацию. С 1911 г. работал ассистентом в Центральном романо-германском музее в Майнце. Член Объединения по изучению древностей Биркенфельда.
С 1922 г. куратор памятников культуры в регионе Рейн-Гессен. С 1927 г. директор Центрального романо-германского музея. Возглавлял учебно-исследовательский отдел первобытной истории Аненербе.

## Награды
- Большой федеральный крест за заслуги (1952)

## Сочинения
- (mit Heinrich Baldes) Birkenfeld. Frankfurt a. M., Baer, 1914 (Kataloge west- und süddeutscher Altertumssammlungen, 3).
- Bronzezeit Süddeutschlands. Wiesbaden, Wilckens, 1916 (Kataloge des Römisch Germanischen Central-Museums, Bd. 6).
- Bingen. Städtische Altertumssammlung. Frankfurt a. M., Baer, 1918-1920 (Kataloge west- und süddeutscher Altertumssammlungen, 4).
- Römische Gläser aus Deutschland. Kulturgeschichtlicher Wegweiser 8 (1925).
- Bodenurkunden aus Rheinhessen 1. Die vorromische Zeit. Mainz, 1927.
- Die Bad Nauheimer Gegend in Urzeit und Frühgeschichte. Mainz, 1939.
- Merowingerzeit. Originalaltertümer des Zentralmuseums. Mainz, Schneider, 1947 (Römisch-Germanisches Zentralmuseum zu Mainz ; Katalog 13).